# Marija Kostnapfel
Marija Kostnapfel, pesnica, slovenistka, * 26. september 1959, Trst.

## Življenje in delo
Marija Kostnapfel se je rodila v Trstu, oče Anton, učitelj, mati Ines (rojena Tence). Po opravljenih slovenskih šolah v Trstu je maturirala leta 1978 in se vpisala na Fakulteto za tuje jezike Univerze v Vidmu, kjer je diplomirala iz slovenščine. Nato je službovala kot profesorica slovenščine in zgodovine na srednjih šolah v Trstu in se je zaposlila v Gorici na Trgovskem tehniškem zavodu Žige Zoisa. Več let je vodila tečaje slovenskega jezika in književnosti na Pedagoški fakulteti Univerze v Trstu .
Marija Kostnapfel objavlja predvsem poezijo v raznih revijah (Sodobnost, Zaliv, Nova revija, Mladika, Zvon) . Piše tudi strokovne prispevke o slovenski književnosti, njeno diplomsko nalogo o Francetu Balantiču  so prevedli v nemščino in objavili pri založbi Rudolfa Trofenika v Münchnu . V reviji Münchener Zeitschrift fur Balkankunde je objavila članek o še nepoznanem pismu, ki ga je F. M. Appendini pisal Matiji Čopu .
Marija Kostnapfel je članica Slavističnega društva Trst-Gorica-Videm , Združenja književnikov Primorske, Društva slovenskih pisateljev , večkrat jo povabijo v strokovne komisije, kjer ocenjujejo razna besedila .
Leta 2016 je izdala svoj knjižni prvenec poezij Pesmi , za katerega je literarna kritičarka prof. Marija Pirjevec napisala: "Pesmi Marije Kostnapfel so nekonvencionalne pesmi z osebno suverenim slogom, lirski utrinki, iz katerih izhaja občutek tesnobe in negotovosti, brezizhodnosti, osamelosti, praznine in bolečine izgubljenega. Pesnica se zaveda, da pot nazaj ni več mogoča, ostaja ji le spomin, ki se lahko uresniči samo v pesmi. Tesnoba, ki jo pesnica začuti, je na trenutke tako močna, da se tudi njena pesniška govorica skrči do skrajnosti, da meji skoraj na molk."  Leta 2018 je izšla tudi dvojezična izdaja (v slovenščini in italijanščini) Pesmi - Poesie , pesmi je prevedla Darja Betocchi. Leta 2024 je izšla knjiga Gedichte = Pesmi  (v slovenščini in nemščini), pesmi je prevedla Metka Wakounig.
Leta 2016 je Marija Kostnapfel prejela literarno nagrado vstajenje za zbirko Pesmi .
Leta 2020 je uredila zbornik Tržaški Cankar in naše branje,  dopolnjeni zbornik predavanj s simpozija, ki ga je priredilo Slavistično društvo Trst-Gorica-Videm v sodelovanju s Slavističnim društvom Koper in s Slavističnim društvom iz Nove Gorice meseca decembra 2018 na Opčinah nad Trstom .
Pesmi Marije Kostnapfel so tudi v zbirki Besede ne ubogajo več ,  v kateri so posnetki uglasbenih pesmi, ki jih je čelistka Andrejka Možina izvedla s skupino Violoncelli Itineranti .